# Aroneanu
Aroneanu is een Roemeense gemeente in het district Iași.

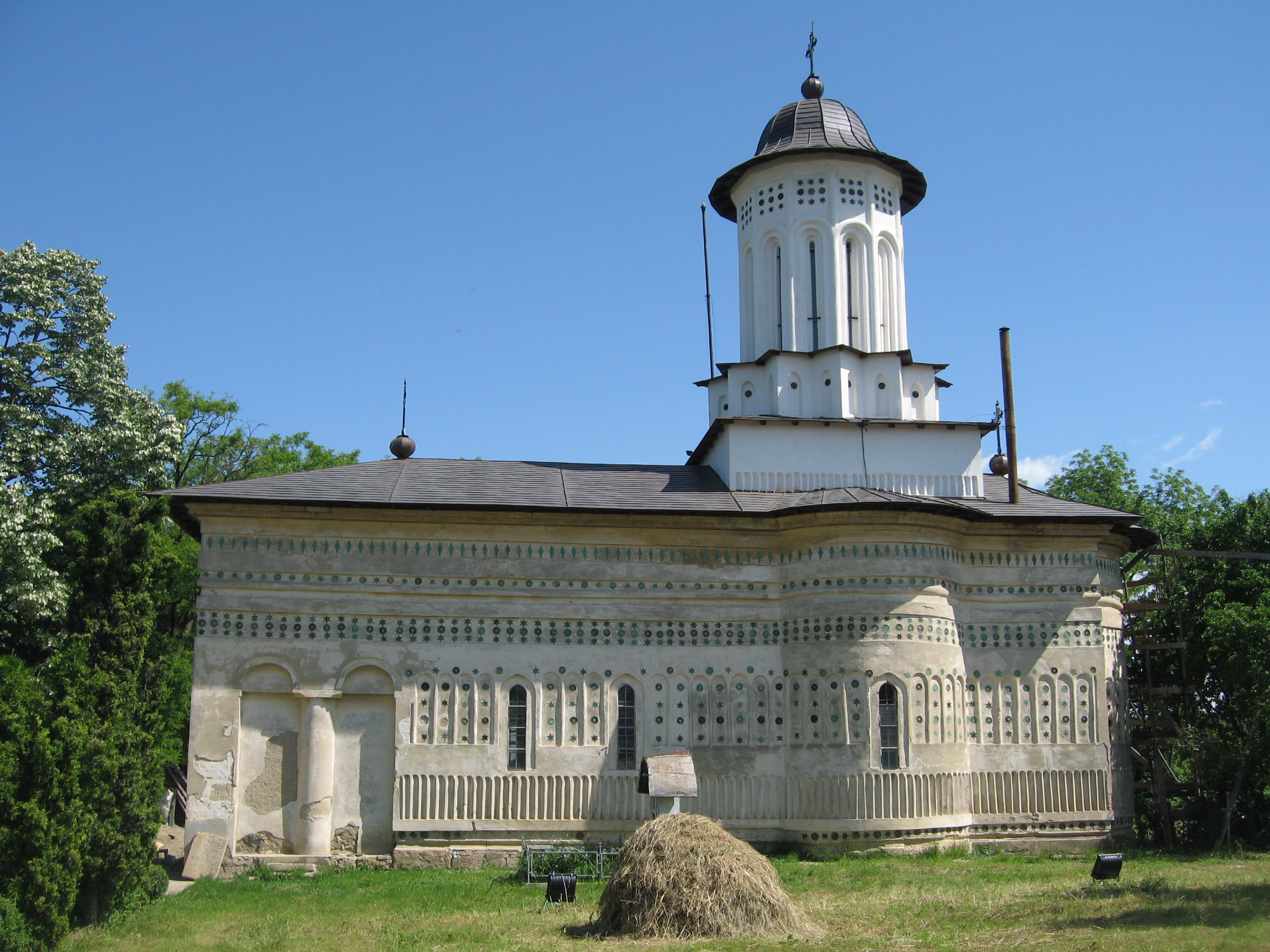
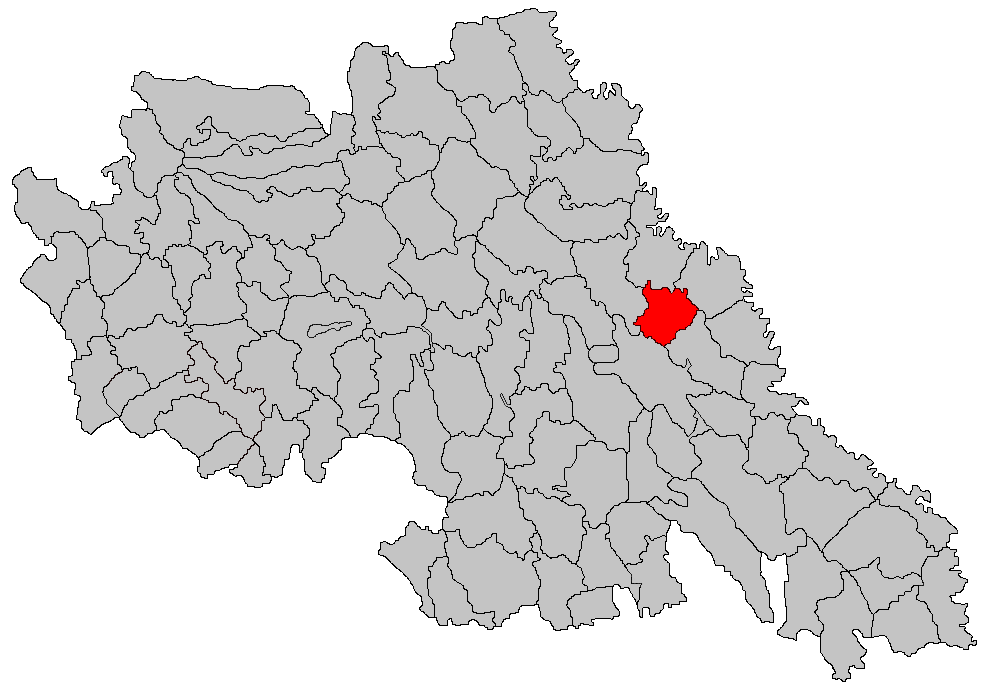

Aroneanu telt 3012 inwoners.